# Tvrtko Jakovina
Tvrtko Jakovina (Požega, 2. ožujka 1972.), hrvatski povjesničar, politički savjetnik, autor, sveučilišni pedagog.

## Životopis
Tvrtko Jakovina rođen je u Požegi, gdje je pohađao osnovu i srednju školu. U Zagrebu je studirao povijest na Filozofskom fakultetu između 1991. i 1996. godine. Dok je još pohađao Filozofski fakultetu, bio je student u razmjeni i pohađao je predmete na fakultetu u Kansasu, SAD te Boston College.

## Karijera
Od 2010. godine Tvrtko Jakovina bio je član Savjeta za vanjsku politiku i međunarodne odnose Predsjednika RH Ive Josipovića. Potpredsjednik je Croatian Fulbright Alumini Association, član Vijeća Hrvatsko-američkog društva, potpredsjednik Upravnog odbora Centra za pravo i demokraciju “Miko Tripalo”, potpredsjednik Društva za hrvatsku povjesnicu. Redovito piše za dnevnik Jutarnji list, a povremeno za Tportal i tjednik Globus. Od 2013.voditelj je emisije Treća povijest na HRT3.
Tvrtko Jakovina trenutno (2017.) redoviti je profesor svjetske povijesti 20.stoljeća Filozofskog fakulteta Sveučilišta u Zagrebu. Jakovina je također trenutno (2017.) voditelj Poslijediplomskog studija Diplomacija Zagrebačkog sveučilišta i Ministarstva vanjskih i europskih poslova, višegodišnji je gost-predavač na Istituto per l'Europa centro-orientale e balcanica, Sveučilišta u Bologni, a predavao je i na Sveučilištu u Splitu, kao i više doktorskih programa na FF-u i Fakultetu političkih znanosti. 

## Znanstveni i spisateljski rad
Napisao je knjige: Socijalizam na američkoj pšenici, Američki komunistički saveznik; Hrvati, Titova Jugoslavija i Sjedinjene Američke Države 1945-1955 , Treća strana hladnog rata , Trenuci katarze. Prijelomni događaji XX stoljeća/ i uredio knjigu Hrvatsko proljeće, četrdeset godina poslije. Jakovina je autor niza članaka o vanjskoj politici Titove Jugoslavije, hrvatskoj i jugoslavenskoj povijesti 20.stoljeća. Knjige su mu nagrađivane državnim nagradama 2004. i 2014, dobitnik je nagrade Kiklop (2013.) i Nagrade Društva sveučilišnih nastavnika i drugih znanstvenika.
Knjiga "Treća strana hladnog rata" temeljiti je pogled iznutra na Pokret nesvrstanih i način na koji je organizacija s više od stotinu država funkcionirala. Za razliku od prvih dviju knjiga Tvrtka Jakovine koje su se bavile temom vanjske politike Jugoslavije od 1945. do 1963. godine, knjiga Treća strana hladnog rata ne fokusira se isključivo na Jugoslaviju i njezinu vanjsku politiku i fokusira se na Pokretu nesvrstanih. U jedanaest poglavlja knjiga obuhvaća sva ključna zbivanja Pokreta nesvrstanih u vremenu hladnog rata od početka nastanka Pokreta nesvrtstanih do danas.
Godine 2013. knjiga "Trenuci katarze: prijelomni događaji XX. stoljeća" dobila je književnu nagradu Kiklop u kategoriji publicističke i znanstvenopopularne knjige. Knjiga daje kratak pregled političke povijesti dvadesetog stoljeća. Od Velikoga rata do pada Berlinskoga zida Jakovina je izdvojio upravo događaje i osobe koji su obilježili političku povijest tog vremena.

## Knjige
- Socijalizam na američkoj pšenici, Matica hrvatska, 2002., Zagreb.
- Američki komunistički saveznik; Hrvati, Titova Jugoslavija i Sjedinjene Američke Države 1945. – 1955., Profil/Srednja Europa, 2003., Zagreb.
- Treća strana hladnog rata, Fraktura, 2011., Zaprešić.
- Trenuci katarze: prijelomni događaji XX. stoljeća, Fraktura 2013., Zagreb
- Hrvatsko proljeće – četrdeset godina poslije, uredio: Tvrtko Jakovina, Centar za demokraciju i pravo “Miko Tripalo”, Filozofski fakultet, Pravni fakultet, Fakultet političkih znanosti, Zagreb 2012.